# Pozo del Molle
Pozo del Molle är en ort i Argentina.   Den ligger i provinsen Córdoba, i den centrala delen av landet, 500 km nordväst om huvudstaden Buenos Aires. Pozo del Molle ligger 160 meter över havet och antalet invånare är 5 429.
Terrängen runt Pozo del Molle är mycket platt, och sluttar österut. Runt Pozo del Molle är det glesbefolkat, med 16 invånare per kvadratkilometer.. Pozo del Molle är det största samhället i trakten.
Trakten runt Pozo del Molle består till största delen av jordbruksmark.